# Plaza Miserere

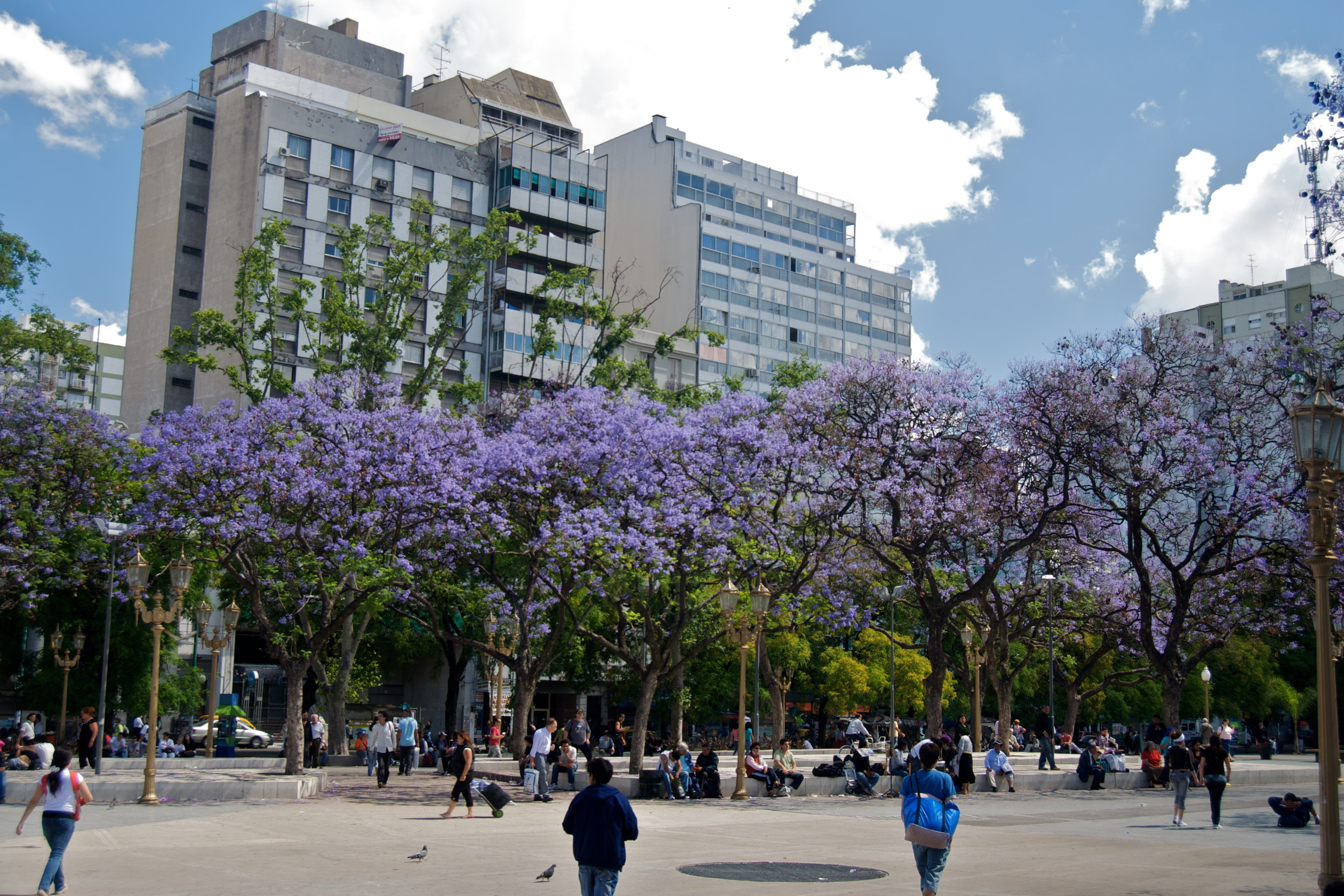
Scorcio di plaza Miserere.

Plaza Miserere è una delle principali piazze di Buenos Aires, capitale dell'Argentina. Situata al centro del barrio di Balvanera, è popolarmente conosciuta come Once dalla grande stazione ferroviaria di Once, posta sul lato nord della piazza.
Plaza Miserere è delimitata da Avenida Rivadavia, Avenida Pueyrredón, dalle calles Ecuador e Bartolomé Mitre. Oltre che dalla stazione ferroviaria è servita dalle linee A ed H della metropolitana di Buenos Aires mediante rispettivamente le stazioni Plaza Miserere e Once - 30 de Diciembre.

## Storia
In epoca coloniale la zona della piazza era occupata da una dimora di campagna nota come Quinta de Miserere o Corrales de Miserere. Nel 1806, nel corso delle invasioni britanniche del Río de la Plata, l'area dell'attuale plaza Miserere fu teatro di alcune schermaglie tra le giubbe rosse e le milizie coloniali. L'anno seguente il viceré del Rio de la Plata Santiago de Liniers vi sconfisse gli inglesi durante il loro secondo tentativi di conquistare Buenos Aires. Nel corso della prima metà del XIX secolo, quando ancora l'area non era stata ancora delimitata e riconosciuta come una piazza, fu ribattezzata come Mataderos de Miserere o Hueco de los corrales o Mercado del Oeste. A partire dalla seconda metà dell'800 lo spiazzo venne chiamato plaza o mercado 11 de Septiembre, in omaggio al golpe dell'11 settembre 1852.
Nel 1882, durante il sindacato di Torcuato de Alvear la piazza fu ufficialmente riconosciuta e delimitata. La stazione di Once della linea Sarmiento fu inaugurata nel 1898, mentre nel 1913 fu aperta la stazione della linea della metropolitana. Nel 1923 la piazza fu ridisegnata secondo l'aspetto attuale e, undici anni dopo, fu solennemente inaugurato al centro di essa il mausoleo di Bernardino Rivadavia, primo presidente delle Province Unite del Río de la Plata.
Nel 1947 la piazza, fino ad allora chiamata Once de Septiembre, fu ribattezzata con toponimo attuale.